# Серафим (Мещеряков)
Серафим Мещеряков (в миру Яків Михайлович Мещеряков; 18 березня 1860, село Хлистівка, Червонослобідський повіт, Пензенська губернія  — 7 травня 1933, Ростов-на-Дону) — єпископ Острозький, вікарій Волинської єпархії Відомства православного сповідання Російської імперії.

## Біографія
Народився 18 березня 1860 в сім'ї селянина Пензенської єпархії .
У 1881 році закінчив Пензенську 1-у гімназію , після чого вступив до Санкт-Петербурзької духовної академії .
13 жовтня 1884 року пострижений у чернецтво з ім'ям Серафим, з 28 жовтня 1884 року — ієродиякон, з 8 травня 1885 року — ієромонах .
У 1885 році закінчив Санкт-Петербурзьку духовну академію зі ступенем кандидата богослов'я з правом отримання ступеня магістра без нового усного випробування .
З 15 вересня 1885 року — доглядач Холмського духовного училища .
З 1888 року — інспектор Холмської духовної семінарії .
З 1890 року — ректор Самарської духовної семінарії в сані архімандрита. 
З 1893 року — ректор Тифліської духовної семінарії і член Грузинської Імеретинської синодальної контори. У 1894 році нагороджений орденом святої Анни II ступеня.

### Єпископ
З 23 серпня 1898 року — єпископ Острозький, вікарій Волинської єпархії.
У 1899 році отримав ступінь магістра богослов'я за дисертацію: «Віщун Валаам. Книга Числ XXII-XXV глави», присвячену епізодам історії, що оповідає про те, як віщун, покликаний проклясти ізраїльтян, вимовив замість прокляття благословення.  Детальне тлумачення цього епізоду в книзі не обмежується історичною екзегезою, а поєднується з богословськими і повчальними роздумами .
З 4 червня 1902 року — єпископ Полоцький і Вітебський.
Під керівництвом єпископа Серафима на Полоцьк-Вітебській землі постійно відкривалися нові парафії, бурхливо розвивалася духовна освіта, відбулася історична перенесення мощей преподобної Єфросинії Полоцької з Києва до Полоцька .
З 25 липня 1911 року — архієпископ Іркутський і Верхоленський.
При ньому закінчено будівництво в Іркутську церков: кам'яної Александринської і дерев'яної Інокентьєвської у Глазковському передмісті і дерев'яної Інокентьєвської при Іркутській Кузнецовській лікарні. Зведені великі кам'яні храми в селі Голуметському — Миколаївський, в селі Тулун — Покровський і в селі Кутулік — Предтеченський. Всього за чотири роки його управління єпархією побудовано більше 40 храмів, велика частина з них — у нових переселенських селищах .
11 грудня 1915 року звільнений на спокій після ревізії Тобольської єпархії, яка виявилася несприятливою для царського улюбленця єпископа Варнави Накропіна. Місцеперебування Серафима визначене у Красноярському Успенському монастирі.
З 1916 року — керуючий на правах настоятеля Ніколо-Бабаєвського монастиря Костромської єпархії.
Напевно, у червні 1922 році призначений архієпископом Костромським і Галицьким, змінивши Севастіана Весті.

### Перебування в обновленстві
16 липня 1922 року приєднався до обновленського руху, підписавши разом з митрополитом Сергієм Страгородським і архієпископом Євдокимом Мещерським «Меморандум трьох», де йшлося про те, що вони визнають єдиною канонічною верховною владою в церкві обновленське Вище церковне управління.
З 1922 року — обновленський митрополит Могилевський. На цій посаді скликав обновленський Білоруський собор. 4 вересня 1923 року в аудиторії Політехнічного музею брав участь в диспуті на тему: «Обновленський Собор 1923 року», де головний доповідач і обвинувач став єпископ Іларіон (Троїцький). У доповіді співробітника ГПУ говорилося у тому числі:

Живоцерковницький єпископ СЕРАФИМ КОСТРОМСЬКИЙ - 70 років, у червоній рясі / подертій /. Цього публіка слухала і навіть іноді аплодувала. Він вказав на те, що починаючи з 4 століття - адміністративна церковна влада, підпавши під вплив держави, вічно поставлялася неправильно. Ставилися негідні поплічники влади. Та ж історія повторилася і у нас, починаючи з Петра. Стало бути, єпископи, що призначаються Синодом, навіть менш гідні, ніж єпископи живоцерковницькі / Публіка не заперечує. / Що стосується влади сакраментального - то вона не порушена. Завершується час, голова не дозволяє Серафиму говорити, хоча невелика частина публіки цього вимагає, інші мовчать.

### Покаяння і подальше служіння
11 вересня 1924 року приніс покаяння на Патріаршому служінні у храмі Іоанна Предтечі в Москві, що на Земляному Валу. Як і у випадку з Митрополитом Сергієм, покаяння було публічним. Приносячи покаяння, він так пояснив причини цього кроку:

Зробив це я, по-перше, в силу тяжких для мене обставин життя і з незалежних від мене причин і, по-друге, сподівалися таким чином врятувати загальне положення Церкви, причому ми особливо розраховували на Собор, але наші надії не виправдалися. Замість очікуваних миру і блага церковного, самозвані управителі тільки посіяли розбрат і смуту, ніби на руку безбожництва, немов вони взяли у нього підряд на руїну Церкви, а насправді тільки домагалися важкою ціною церковних розділень здобути собі славу і, воістину прославилися …

25 вересня 1924 року заарештований. 19 червня 1925 Особливою Нарадою при Колегії ОГПУ до двох років ув'язнення в Соловецькому таборі, де знаходився до 1927 року. Протопресвітер Михайло Польський у своїй книзі «Нові мученики російські» писав про нього:

На той момент владика Серафим мав уже не менше тридцяти років служіння в єпископському сані. Член старого Святійшого Синоду, магістр богослов'я, він, як про нього говорили, був найменш доступним для широкого кола людей архієреєм. Багатий архієрейський будинок, пишні виїзди, прийоми високопоставлених осіб, розмови про справи і питаннях богослов'я тільки зі своїм освіченим секретарем — ось сфера його колишнього життя. Здавалося, в нових умовах і в Соловках, він втратив, більш ніж всі інші, рівні йому, хто не так ховався в колишню свою золоту шкаралупу.
Однак, в обстановці табору ув'язнених, цей, маленького росту старий був рожевим, здоровим, спокійним і задоволеним і, можна сказати, досить пихатим, ніби перебуваючи як і раніше на своїй кафедрі, так що всякий хто побачив би його вперше, міг би сказати, що він завжди був таким. Насправді він був щасливішим, ніж раніше. На просте запитання — як ви ся маєте, як ви себе почуваєте? — він відповідав усміхнений і задоволений: — «тільки тепер я і живу».
Старі із духовенства мали у свій час привілей бути вартовими табірних складів. На білі ночі свого чергування Владика, щільно одягнений і підперезаний мотузкою, брав під пахву молитвослов і стопку книг, які у соловчан ще водилися в той час. У такі години він примудрився написати доповідь про догмат спокути і коли група духовенства збиралася разом раз на тиждень по неділях, якщо «ударники» не зовсім вибивали їх з колії, він читав свою доповідь і протягом декількох зборів вона розбиралася такими авторитетами, як професор Іван Попов, архієпископ Іларіон Троїцький та ін.

З 29 червня 1927 року — архієпископ Тамбовський.
З 28 січня 1928 року — архієпископ Ставропольський.
З 19 квітня 1932 року — митрополит Ставропольський і Кавказький.

### Останній арешт і розстріл
17 січня 1933 заарештований в місті Кропоткін Краснодарського краю. Трійкою при ПП ОГПУ по СКК і ДССР засуджений 2 квітня 1933 року до вищої міри покарання. Розстріляний 7 травня 1933 року.  Місце його поховання невідоме .

## Оцінки
Революційний письменник В. О. Поссе у своїх мемуарах «Пережите і продумане», згадуючи свої учнівські роки і своїх товаришів, захожих в будинок Храповицьких писав:

Ось простодушного Мещерякова я добре розумів.«Я - син селянина, - розповідав він мені під час однієї з прогулянок Волнагінським парком в маєтку Храповицьких, - як бідному хлопчині мені доводилося пасти корів, а в душі росла мрія про силу і славу. Біля нашого села в садибі жив генерал, а через село в кареті, запряженій четвіркою коней не раз проїжджав архієрей. У мріях своїх я бачив себе то генералом, то архієреєм. Вибрав я кар'єру духовну, а не військову. Бо людині простого звання зробитися архієреєм легше, ніж генералом».
До мене він ставився з великою симпатією. Незважаючи на те, що я не приховував від нього свого атеїзму, він попросив мене прийти на його постриг у ченці в Олександро-Невську Лавру.
Згодом я чув, що він став архієреєм і їздив у кареті, запряженій «четвіркою коней».

Голова Комісії з канонізації святих Ставропольської єпархії священник Євгеній Шишкін зазначив, що його канонізація виявилася неможливою:

Владика Серафим не прославлений у лику святих з іншої причини. Чекістам вдалося його зламати - він не відрікся від віри і свого сану, але на допиті визнав себе політичним злочинцем, князем Мещерським, терористом ... Адже справа, очевидно сфабрикована в традиціях початку 30-х років - за вдячними показаннями. Коли не було доказів, треба було домогтися, щоб людина сама себе обмовила. І ми не знаємо, яким витонченим тортурам піддавався владика Серафим, але це можна уявити собі з тих абсолютно немислимих визнань, які ми читаємо в протоколах допиту. І по тому, якими тремтячими буквами розписувався він в кінці сторінки ... Як виглядає кінець життя владики Серафима в очах Божих? Може бути, Господь прийняв його як сповідника Свого, але для нас свідчення є одним з чітких критеріїв, що офіційного прославлення в лику святих сповідників бути не може.

## Праці
- «Прорицатель Валаам». Кн. Числ. XXII—XXV гл. (Магистерская диссертация). СПб, 1899.
- «Причина религиозного неверия», Витебск, 1910.
- «Пастырское послание» // «Прибавление к Церковным Ведомостям», 1910, № 21, с. 840—845.
- «Слово, сказанное 26 августа в Иркутском кафедральном соборе в воспоминание событий 1912 г.» // «Прибавление к Церковным ведомостям» 1912, № 38, с. 1511.
- «Речь, произнесенная в Иркутском кафедральном соборе при вручении жезла новорукоположенному епископу Киренскому Евгению» // «Прибавление к Церковным Ведомостям», 1913, № 7-8, с. 345.